# Jessa
Jessa, Jessis ali Jesza naj bi bilo po Janu Długoszu pogansko božanstvo poljskih Slovanov, ki ga je  Długosz poistovetil z rimskim Jupitrom. Jesza naj bi bil najvišji bog, zaščitnik pred sovražniki. Poljaki naj bi ga častili bolj kot vse druge bogove.
Bruckner je pokazal, da naj bi ime Jessa oziroma Jesza izhajalo iz stare besede za poljsko oby (»bi«). Lelewel je po drugi strani pokazal, da par Jessa in Nya lahko razložimo tudi iz besed »je, biti, obstajati« za Jessa, ki vlada obstoječemu, in iz besede »ni« za Nyo, ki vlada onostranstvu, temu, kar je v tostranskem svetu neobstoječe.